# Inventaire forestier

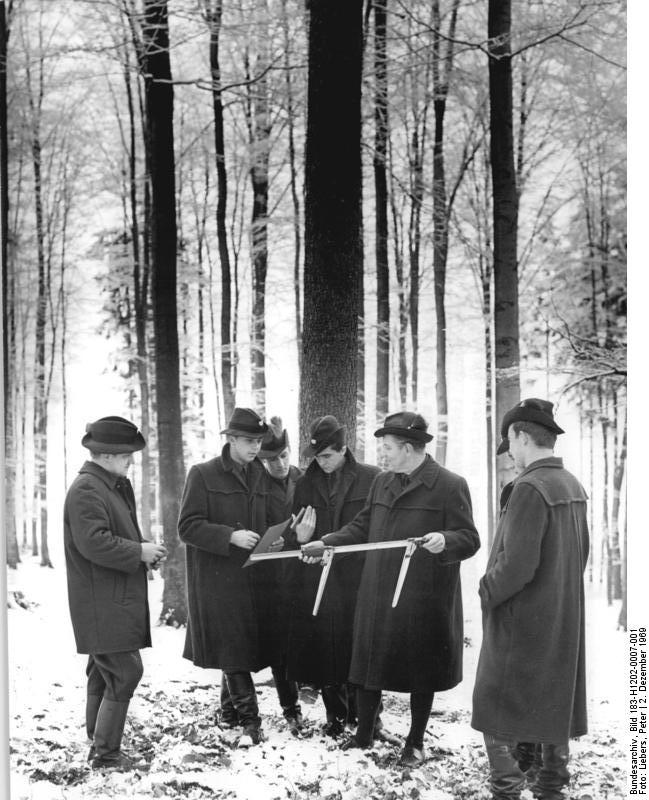
Inventaire forestier en Allemagne en 1969. Utilisation d'un compas forestier.

Un inventaire forestier consiste à évaluer la ressource d'une forêt à un moment donné. En plus de l'espèce et du diamètre de chacun des arbres inventoriés, d'autres paramètres peuvent être relevés, comme la hauteur du peuplement, le type de sol, la végétation herbacée, etc. Ces informations sont le plus souvent géoréférencées.
Le diamètre à partir duquel les arbres sont inventoriés s'appelle le diamètre de précomptage.

## Méthodes d'inventaire
Les méthodes d'inventaire se différencient en deux catégories : les inventaires pied par pied, où tous les arbres sont inventoriés, et les inventaires statistiques, où seule une partie de la forêt est inventoriée.

### Inventaire pied par pied
Dans le cas d'un inventaire pied par pied, tous les arbres de la forêt sont identifiés et recensés. Cela donne théoriquement une connaissance exacte des peuplements à un moment donné, mais en pratique, des erreurs sont faites et limitent la précision de ce type d'inventaire[réf. nécessaire].
L'inventaire pied par pied est très long et a tendance à être délaissé pour les inventaires statistiques.

### Inventaire statistique
Un inventaire statistique consiste à choisir un certain nombre de placettes de surface déterminée, réparties sur l'ensemble de la forêt ou du peuplement. Ces placettes sont généralement réparties de manière régulière (maillage carré).
Le nombre de placettes à inventorier pour mesurer un paramètre (comme la surface terrière de hêtre, par exemple) avec une précision donnée est déterminé en fonction de la variabilité de ce paramètre dans la forêt et non de la surface de celle-ci. En conséquence, on a besoin de peu de placettes pour inventorier un grand massif homogène, relativement à un petit massif très varié.
Ce type d'inventaire peut être réalisé dans le but de réaliser l'aménagement d'une forêt, ou pour disposer de statistiques à l'échelle d'un territoire (région, pays, etc.).

## Matériel

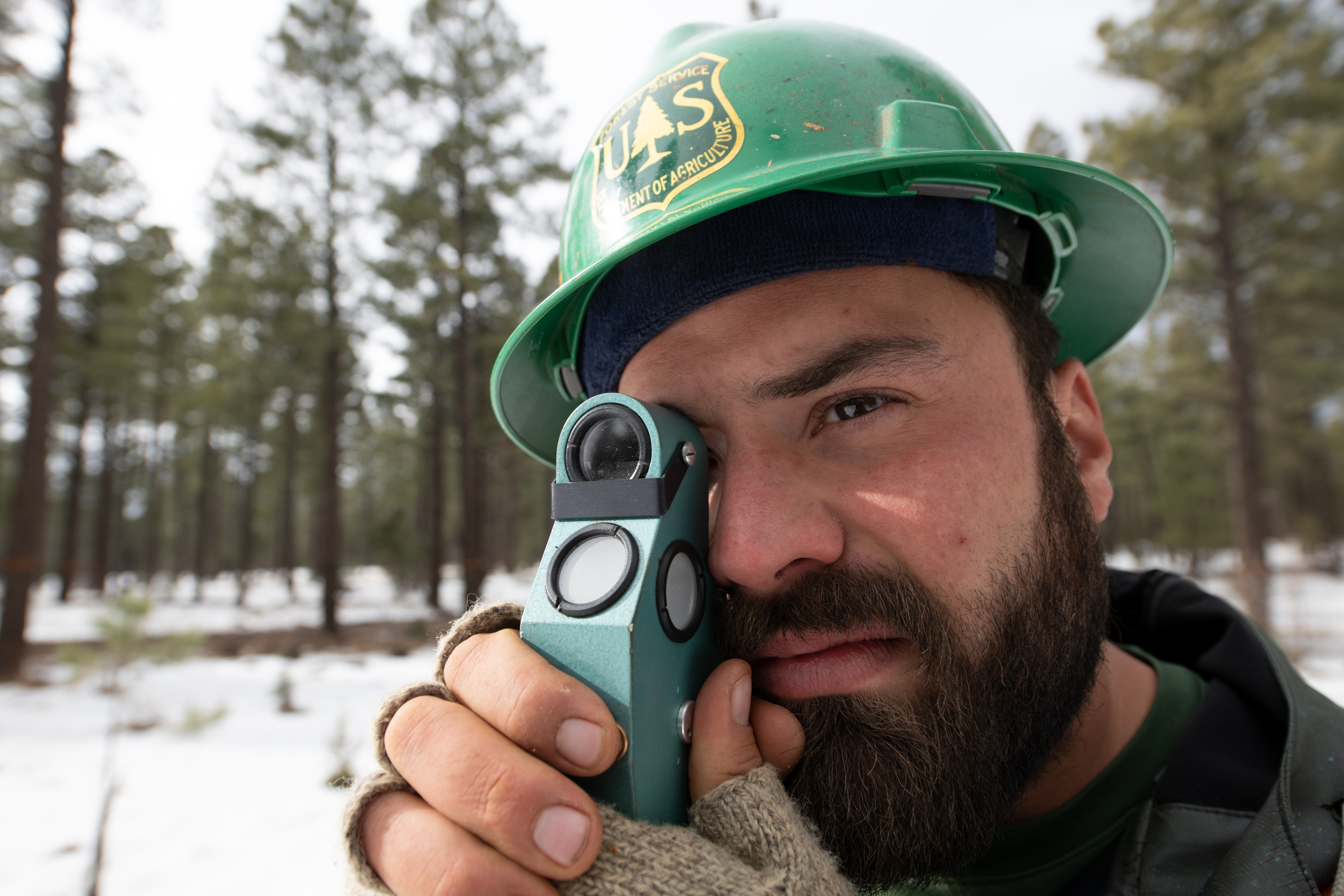
Un forestier utilise un relascope lors d'un inventaire.

Le matériel traditionnel (boussole, topofil, compas, relascope, dendromètre) évolue vers du matériel électronique. L'ordinateur de terrain peut alors récupérer directement les données des outils de mesure : GPS, laser télémètre, compas électronique, etc.
Des systèmes complets pour la collecte et le traitement des données de terrain peuvent être utilisées. Ils permettent d'effectuer aisément des mesures et calculs dendrométriques.

## Évolution dans le temps
Un intérêt des inventaires est de pouvoir suivre l'évolution d'une forêt dans le temps en comparant des inventaires successifs. Dans le cas des inventaires statistiques, on peut choisir soit des placettes temporaires, soit des placettes permanentes. Les placettes permanentes sont identiques d'un inventaire à l'autre, alors que les placettes temporaires sont choisies pour chaque inventaire, indépendamment de celles choisies pour les inventaires précédents.